# NGC 5057
NGC 5057 é uma galáxia lenticular (S0) localizada na direcção da constelação de Coma Berenices. Possui uma declinação de +31° 01' 55" e uma ascensão recta de 13 horas, 16 minutos e 27,7 segundos.
A galáxia NGC 5057 foi descoberta em 13 de Março de 1785 por William Herschel.